# Брониковские
Брониковские или Оппельн-Брониковские (пол. Oppeln-Bronikowscy) — польский шляхетский род герба собственного (Осенк). Большинство членов рода являлись протестантами-кальвинистами, а не католиками, как большинство других польских дворян (см. протестантизм в Польше). 
В Речи Посполитой владели имениями в Калишском и Серадзском воеводствах. Самуил Брониковский в звании камергера двора короля Станислава—Августа получил в 1786 году орден Святого Станислава.
Другие известные члены рода (в хронологическом порядке)
- Адам Феликс Оппельн-Брониковский (1758—1840) — сенатор-каштелян Царства Польского.
- Миколай Богдан Гаэтан Брониковский-Оппельн (1767—1817) —  польский и французский генерал.
- Александр фон Оппельн-Брониковский (1773—1834) — немецкий романист польского происхождения, майор польской службы.
- Герман фон Оппельн-Брониковский (1899—1966) — генерал-майор Вермахта, кавалер Рыцарского креста с Дубовыми листьями и Мечами.

В империи Габсбургов род Брониковских подтвердил своё шляхетское происхождение в королевстве Галиции и Лодомерии..

## Описание герба
пол. Herb Oppeln-Bronikowskich, odmiana polska "Osęk". В красном поле багор, крюком к правому верхнему углу щита. В навершии шлема три страусовые пера. Герб Брониковский (Осенк) внесён в Часть 1 Гербовника дворянских родов Царства Польского, стр. 105.